# Генерал Грант (дерево)

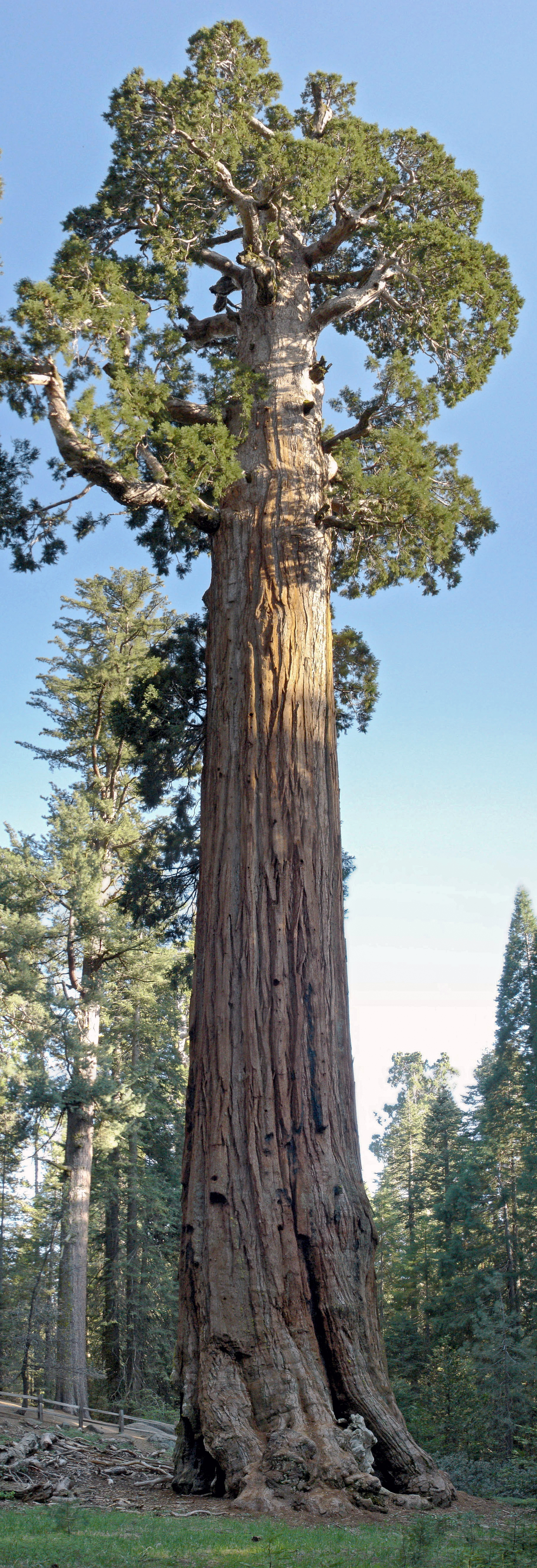
Дерево Генерал Грант у національному парку Кінгз-Каньйон.

36°44′53″ пн. ш. 118°58′16″ зх. д. / 36.748° пн. ш. 118.9711° зх. д.
Генерал Грант — найбільший Секвоядендрон (Sequoiadendron giganteum) в Дженерал Грант Грув — частині Кінгз-Каньйон і Каліфорнії та друге найбільше дерево у світі.

## Історія
Це дерево було так названо у 1867 в честь генерала Улісса Гранта, героя громадянської війни та 18-ого президента Сполучених Штатів. 28 квітня 1926-го року президент Калвін Кулідж назвав його «Національним різдвяним деревом». До того, як у 1931 році були проведені точні вимірювання, воно вважалося найвищим у світ, але пізніше воно поступилося місцем дереву Генерал Шерман. 29 травня 1956-го року президент Дуайт Ейзенхауер прозвав це місце «Національною святинею», меморіалом для кожного, хто загинув у війні. Це єдиний живий об'єкт, якого так прозвали.

## Сучасність
«Генерал Грант» вважається другим за об'ємом деревини деревом в світі після «Генерала Шермана». Раніше вважалося, що вік дерева становить близько 2000 років, але зараз вважається, що він дорівнює приблизно 1650 років.

## Вимірювання
| Висота                                        | 267,4 футів      | 81,5 м      |
| Обхват стовбура біля основи                   | 107,6 футів      | 32,8 м      |
| Діаметр стовбура на висоті 4,5 футів (1,4 м.) | 28,9 футів       | 8,8 м       |
| Діаметр стовбура на висоті 60 футів (18 м.)   | 16,3 футів       | 5 м         |
| Діаметр стовбура на висоті 180 футів (55 м.)  | 12,9 футів       | 3,9 м       |
| Об'єм стовбура                                | 46608 футів куб. | 1320 м куб. |

## Зображення дерева
|                                                  |
| Основа дерева. Знімок зроблений у липні 2007-го. |

|                                                  |
| «Генерал Грант» декорований, як різдвяне дерево. |